# Rauvolfia sachetiae
Rauvolfia sachetiae ist eine Pflanzenart aus der Unterfamilie der Rauvolfioideae in der Familie der Hundsgiftgewächse (Apocynaceae). Sie ist ein Endemit der Insel Hiva Oa auf den Marquesas-Inseln im südlichen Pazifik.

## Beschreibung

### Vegetative Merkmale
Rauvolfia sachetiae wächst als Baum, der Wuchshöhen von 6 bis 10 Meter und Brusthöhendurchmesser von 20 bis 25 Zentimeter erreichen kann. Die Borke ist gefurcht. Die Äste gehen mehr oder weniger gerade vom Baum ab. Die 0,4 bis 0,6 Zentimeter dicken Zweige stehen in Dreier- oder Viererwirteln angeordnet an den Ästen. Die Internodien der Zweige sind bis zu 9 Zentimeter lang. Rauvolfia sachetiae bildet keinen Milchsaft.
Die Laubblätter sind in einen Blattstiel und eine Blattspreite gegliedert. An der Blattachse findet man zwanzig bis dreißig 0,5 bis 1,2 Millimeter lange, braune Haare. Der Blattstiel ist 1,5 bis 3,5 Zentimeter lang und 1 bis 2 Millimeter dick. Die einfache, kahle und pergamentartige Blattspreite ist bei einer Länge von 5,5 bis 22 Zentimetern sowie einer Breite von 2,5 bis 6,8 Zentimetern elliptisch bis breit-elliptisch. Die Spreitenbasis läuft spitz oder abgestumpft zu und die läuft Spreitenspitze ebenfalls spitz oder stumpf zu. Die getrocknete Blattspreite weist eine gelblich-grüne Färbung auf. Von jeder Seite des Blattmittelnerves zweigen 12 bis 15 Seitenadern ab.

### Generative Merkmale
Endständig auf einem 1,5 bis 3 Zentimeter langen Blütenstandsschaft stehen trichotom verzweigte, zymöse Blütenstände, welche 3 bis 6 Zentimeter lang und 8 bis 12,5 Zentimeter breit sind. Die schuppenartigen Deckblätter sind bei einer Länge sowie einer Breite von jeweils 1 bis 1,5 Millimetern eiförmig-dreieckig.
Die zwittrigen Blüten sind radiärsymmetrisch und fünfzählig mit doppelter Blütenhülle. Die fünf Kelchblätter sind nur an ihrer Basis kreisel- bis glockenförmig verwachsen. Die fünf sich dachziegelartig überlappenden Kelchlappen sind 1,5 bis 2 Millimeter lang sowie 1,5 bis 1,7 Millimeter breit und haben ein stumpfes oberes Ende. Die cremefarbenen Kronblätter sind zu einer 0,95 bis 1,4 Zentimeter langen und 1 bis 1,5 Millimeter breiten Kelchröhre verwachsen. Die eiförmigen, 2,5 bis 3,5 Millimeter langen und rund 2 Millimeter breiten Kelchlappen überlappen leicht nach links. Die Fruchtblätter sind von einem kelchartigen Nektarium mit einem fein gekerbten Rand umgeben. Die länglichen Fruchtblätter sind in der unteren Hälfte miteinander verwachsen. Der 7 bis 9 Millimeter lange, kahle Griffel endet in einer verdickten, zylindrischen Narbe.
Die fleischigen, zur Reife schwarzen Steinfrüchte sind bei einem Durchmesser von 1,2 bis 1,5 Zentimetern fast kugelförmig bis kugelförmig. Es wurde bisher nur eine reife Frucht untersucht, welche einen, bei einer Länge von rund 1,2 Zentimetern, einer Breite von etwa 0,8 Zentimetern sowie einer Dicke von circa 0,5 Zentimetern länglich-eiförmigen Samen enthielt.

## Vorkommen
Rauvolfia sachetiae ist ein Endemit der Insel Hiva Oa auf den Marquesas-Inseln im südlichen Pazifik. Diese Art ist dort nur von einer, aus einem einzelnen Baum bestehenden Population bekannt, von welchem Marie-Hélène Sachet im Jahr 1977 das Typusmaterial sammelte und welche später erlosch. Diese Population befand sich auf einer Erhebung südwestlich des Dorfes Taaoa und konnte bei einer erneuten Begehung im Jahr 2010 nicht wiedergefunden werden. Im Jahr 2011 wurde in einer Schlucht in Nähe des Ortes Tanaeka von Jean-François Butaud ein abgestorbener Baumstumpf gefunden, welcher möglicherweise ebenfalls Rauvolfia sachetiae zugeordnet werden kann.
Rauvolfia sachetiae wächst in trockenen Sekundärwäldern oder Buschland vergesellschaftet mit verschiedenen Kasuarinen-Arten (Casuarina).

## Taxonomie
Die Erstbeschreibung als Rauvolfia sachetiae erfolgte 1981 durch Francis Raymond Fosberg in Smithsonian Contributions to Botany.